# Henryka Cichocka

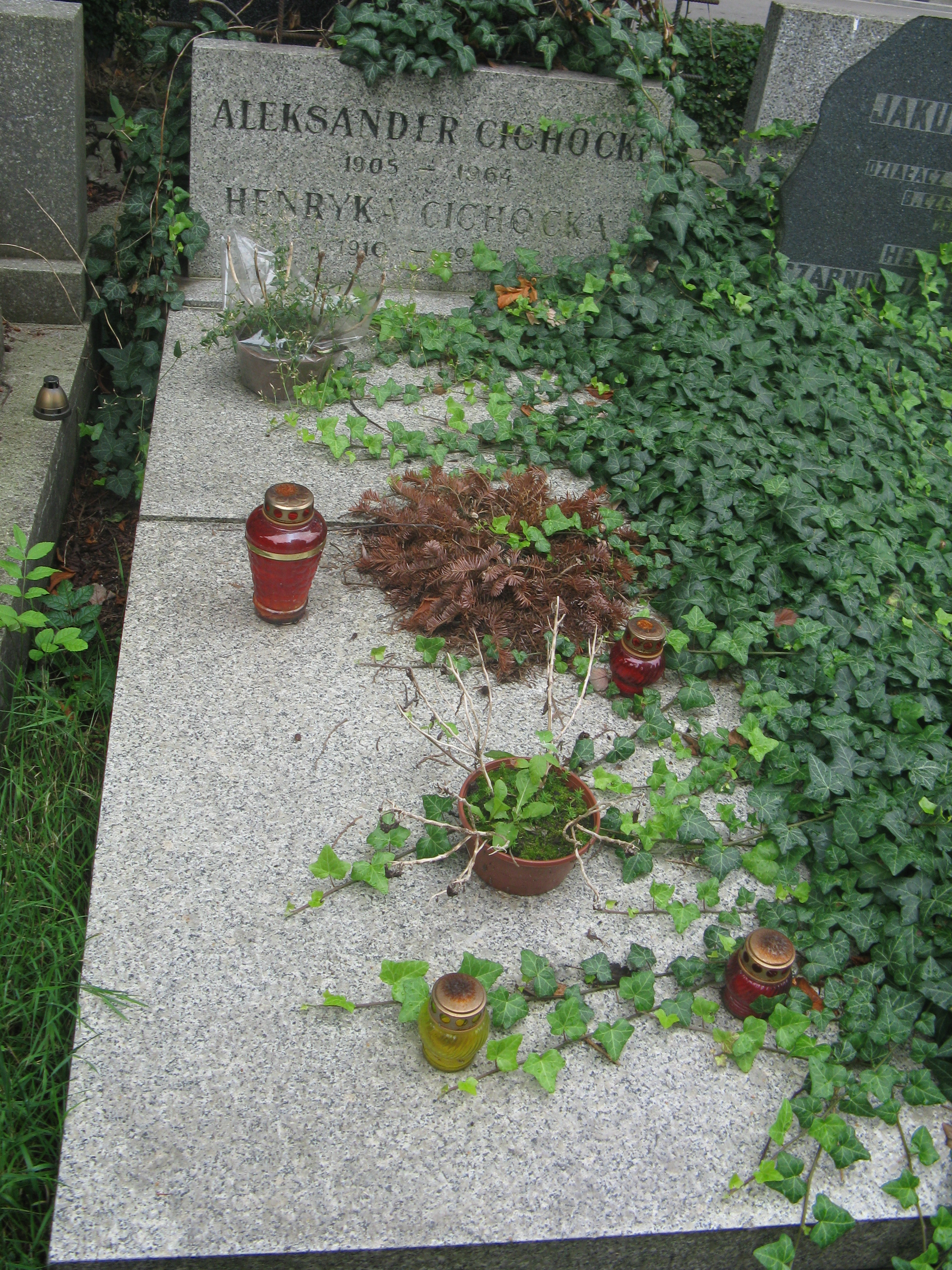
Grób Henryki Cichockiej na Powazkach

Henryka Stefania Cichocka z d. Kiernicka (ur. 14 października 1910 w Przemyślu, zm. 27 kwietnia 1997) – polska historyk i działaczka komunistyczna.

## Życiorys
Córka Henryka i Józefy. Po ukończeniu w 1932 roku gimnazjum w Poznaniu pracowała jako nauczycielka. Od 1937 roku związana z KPP. W okresie II wojny światowej aktywna w konspiracji PPR w powiecie garwolińskim. Od 1946 do 1948 była członkiem Komitetu Łódzkiego PPR, równocześnie od sierpnia 1945 do października 1948 kierowała grupą seminaryjną w Centralnej Szkole PPR w Łodzi, od 1948 do 1951 była członkiem Komitetu Wojewódzkiego PZPR w Gdańsku. W 1950 została pracownikiem, a od 17 marca 1952 do 29 stycznia 1957 była zastępcą kierownika Wydziału Historii Partii przy KC PZPR i następnie do 1968 pracowała w Zakładzie Historii Partii przy KC PZPR.
Pochowana na wojskowych Powązkach (kwatera 30BII-7-21).